# François Quesnel
François Quesnel (Edimburgo, 1573 – Parigi, 1619) è stato un pittore e disegnatore francese.

## Biografia

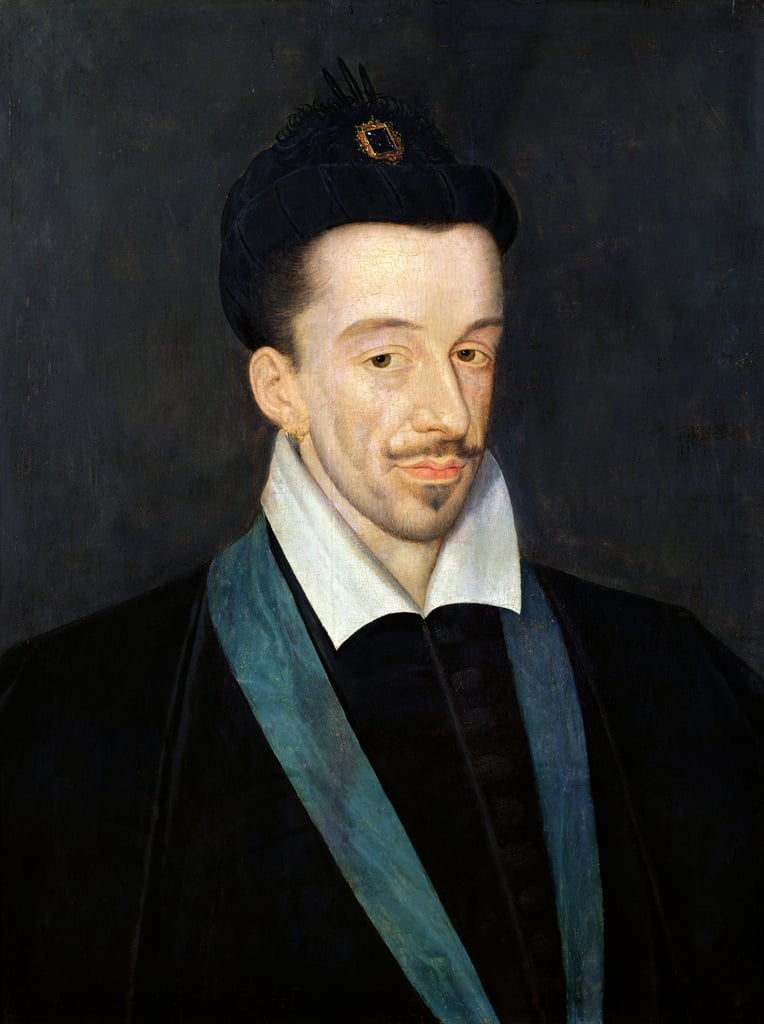
Ritratto di Enrico III di Francia, circa (1584)

François Quesnel, il più apprezzato esponente di una celebre famiglia di artisti soprattutto attivi nella pittura e nel disegno, fu figlio di Pierre Quesnel.
François Quesnel perfezionò le sue conoscenze e capacità sotto la guida del maestro François Clouet e fu molto attivo alla corte di Francia.
Divenne uno dei più importanti rappresentanti del genere ritratto-disegno, portando avanti lo stile di Clouet, caratterizzandosi per i suoi disegni levigati e perfetti.
Tra le sue opere si può menzionare con certezza il ritratto di Mary Ann Waltham (1572), in cui evidenziò la stilizzazione del naturalismo di Clouet e la predominanza del linearismo sul modellato.
Inoltre si può citare il ritratto a pastello di Gabrielle d'Estrées (Museo di Versailles).
Anche suo fratello Nicolas Quesnel (-1632) proseguì con successo l'attività paterna, soprattutto nei ritratti.

## Opere

### Ritratti
- Mary Ann Waltham, (1572);
- Gabrielle d'Estrées, (Museo di Versailles);
- Enrico III di Francia, (circa 1584).